# Památník Arki Bożka v Ratiboři
Památník Arki Bożka v Ratiboři, polsky Pomnik Arki Bożka w Raciborzu, je památník/plastika v městském parku Park im. Miasta Roth w Raciborzu ve městě Racibórz (Ratiboř) v okrese Ratiboř v jižním Polsku. Geograficky se nachází v nížině ratibořské kotliny ve Slezském vojvodství.

## Historie a popis díla
Památník Arki Bożka je věnován zemědělci, publicistovi, politikovi, polskému aktivistovi a členovi emigrantské Národní rady (Rada Narodowa Rzeczypospolitej Polskiej) v Londýně, kterým byl Arkadiusz (Arka) Bożek (1899-1954). Autorem bronzového díla vytvořeného technikou lití je sochař Augustyn Dyrda. Pomník byl slavnostně odhalen dne 9. května 1980 za přítomnosti rodiny Arki Bożka, zástupců vlády a tisíců obyvatel Ratiboře. Arka Bożek je ztvárněn v nadživotní velikosti, stojící, oblečený ve společenském oděvu a s rozpřaženýma rukama - jako člověk, který touží pomáhat druhým. Prvotní umístění památníku se setkalo s velkou kritikou a v roce 2013 byl přemístěn a ke vstupu do parku na současném místě. Na kvádrovém kamenném podstavci je napsán jeho známý výrok:
| „ | SIŁA NASZA LEŻY W NAS SAMYCH | NAŠE SÍLA SPOČÍVÁ V NÁS SAMOTNÝCH | “ |

## Další informace
Místo je celoročně volně přístupné.

## Galerie

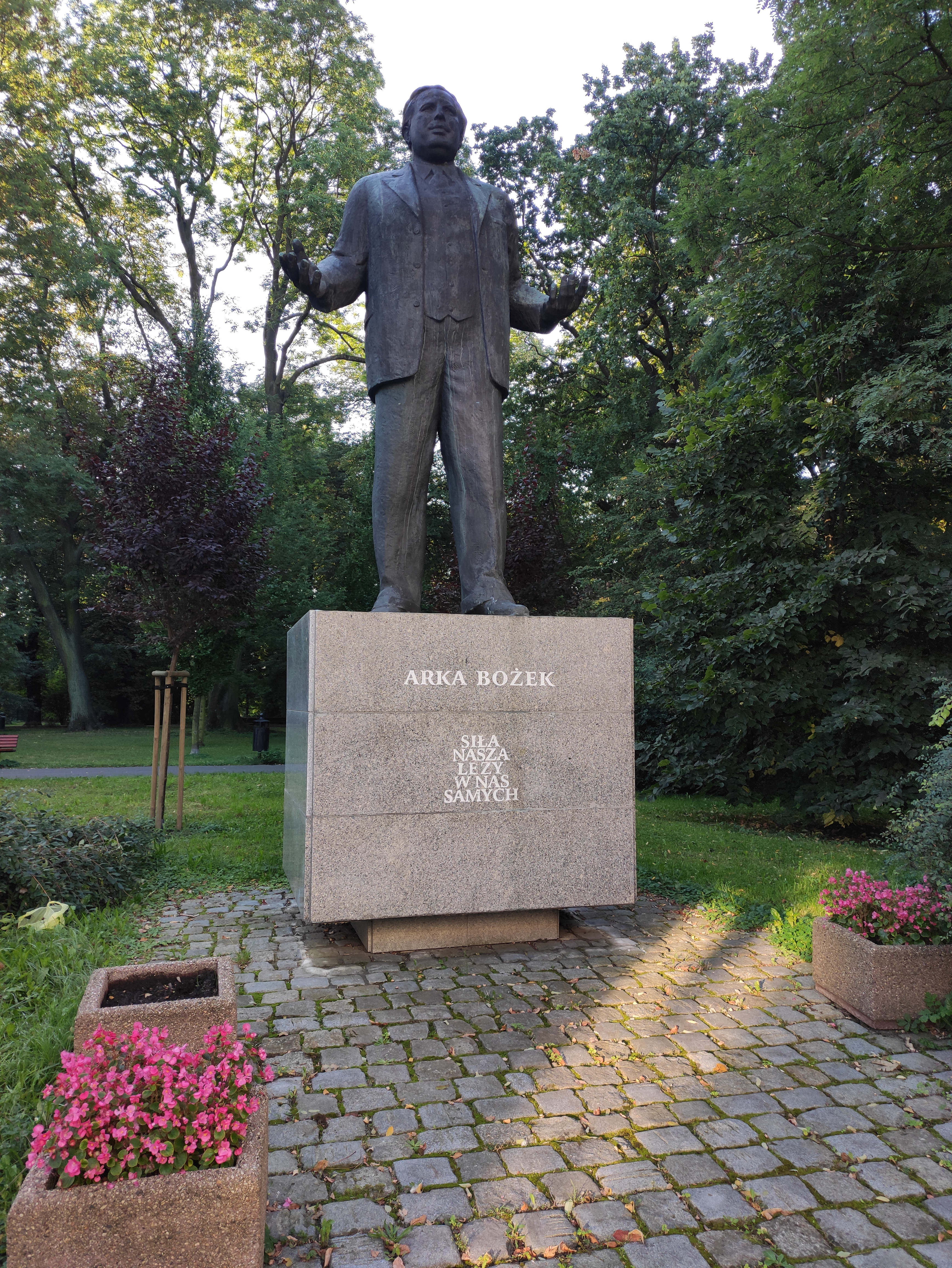
Čelní pohled na dílo
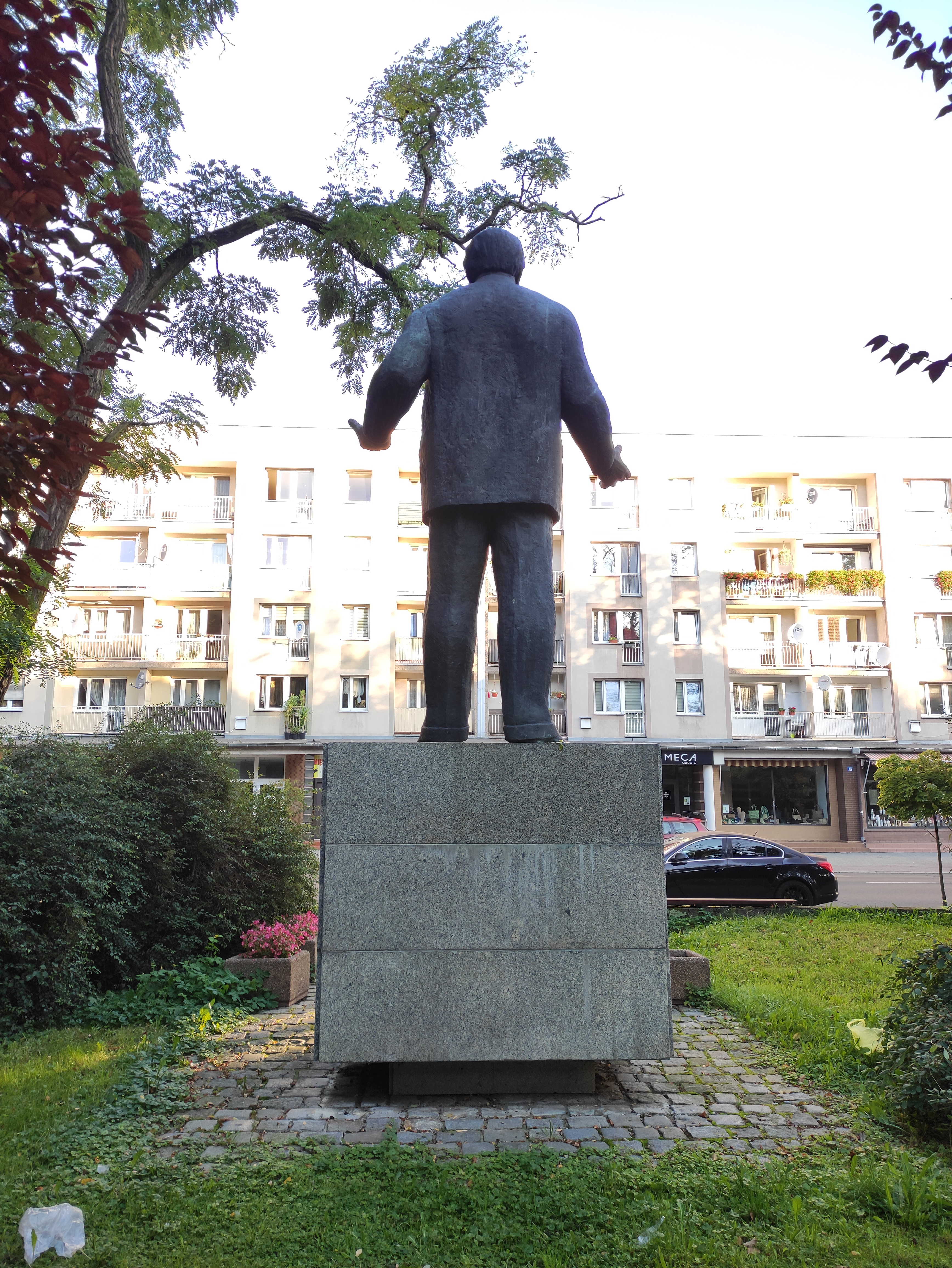